# ألفونسو أندريا
ألفونسو أندريا (بالإيطالية: Alfonso Andria) هو سياسي إيطالي، ولد في 27 مايو 1952 في ساليرنو في إيطاليا. حزبياً، نشط في الحزب الديمقراطي. في انتخابات البرلمان الأوروبي 2004، انتخب عضو في البرلمان الأوروبي عن دائرة جنوب إيطاليا لترشحه ضمن قائمة الحزب الديمقراطي، وقد انضم خلال فترته النيابية (20 يوليو 2004 – 28 أبريل 2008) للكتلة البرلمانية مجموعة تحالف الليبراليون والديمقراطيون من أجل أوروبا ‏ وانتخب عضو مجلس الشيوخ الإيطالي.